# Dundee (otok)
Dundee je otok prekriven ledom koji leži istočno od sjeveroistočnog vrha Antarktičkog poluotoka i južno od otoka Joinville. Ime je dobio po gradu Dundee u Škotskoj. 

## Istraživačka postaja
Baza Petrel je znanstvena postaja na Antarktici koja pripada Argentini. Nalazi se na stijenama na 18 metara nadmorske visine u podnožju ledenjaka Rosamaría u zaljevu Petrel, najnižoj točki Cape Welchness. Godine 2013., započet je 10-godišnji plan s ciljem da baza postane stalna.
Osnovna infrastruktura ima 3600 m2 pod krovom, 1200 m2 logističkog prostora i 25 kreveta. Za prijevoz se koristi 2 Zodiaca s vanbrodskim motorom i 1 terenski kamion od 1,5 tona.

## Povijest
Dana 23. studenoga 1935., američki biznismen Lincoln Ellsworth u pratnji pilota Herberta Hollicka-Kenyona poletio je s otoka Dundee u prvi prelet preko Antarktike avionom.

## Značajke u blizini
Područje Eden Rocks, proglašeno važnim područjem za ptice, leži na istočnoj obali otoka Dundee. Istočno iza njih je još jedna stijena, nazvana Puget Rock. Korištenje "Puget" u ovom području obilježava kapetana Williama D. Pugeta iz Britanske kraljevske mornarice. Prvi ga je upotrijebio Sir James Clark Ross 30. prosinca 1842. kao "Cape Puget", ali iz Rossovog teksta nije jasno koju je značajku tako nazvao. Naziv Puget Rock odabrao je Odbor za nazive mjesta na Antarktiku Ujedinjenog Kraljevstva (UK-APC) 1956. kako bi se sačuvao Rossov izbor imena u blizini.

## Vanjske poveznice
|  | Zajednički poslužitelj ima još gradiva o temi Dundee (otok) |